# Bubaque

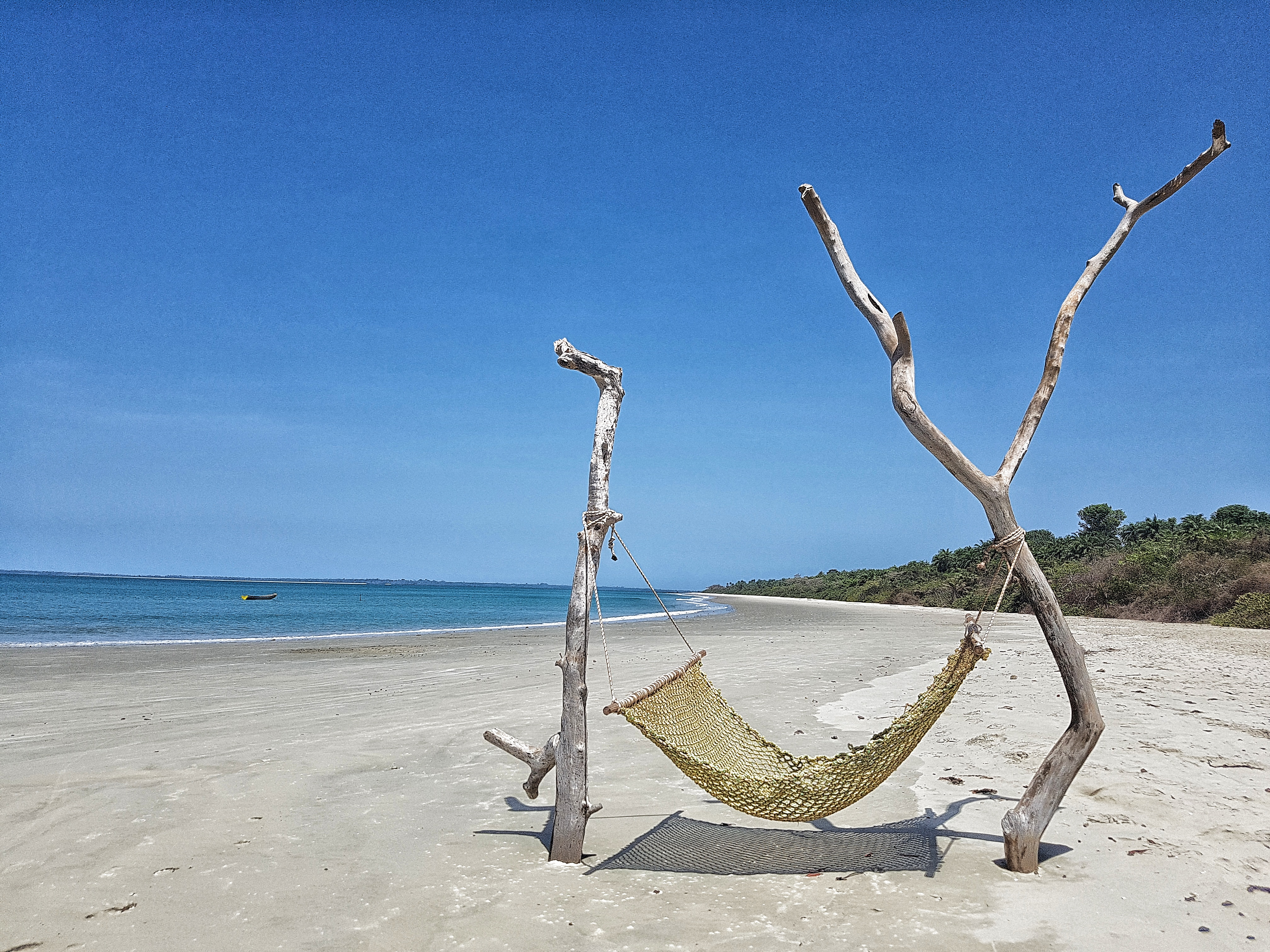
Dans le sud de Bubaque. Mai 2018.

Bubaque est une île de la Guinée-Bissau située dans l'archipel des Bijagos. C'est également le nom de la principale ville de l'île.